# Józef Niemirowicz Szczytt (ur. ok. 1769–zm. przed 1833)
Józef Niemirowicz-Szczytt (Józef Szczytt Niemirowicz / Józef Szczytt) herbu Jastrzębiec (ok.1769 – przed 1833) – komisarz cywilno-wojskowy (1790), marszałek dawidgródzki (1795), marszałek mozyrski (1802–1805), sędzia graniczny piński (1818,1819), prezydent sądu granicznego pow. pińskiego (1820–1823).
Kawaler Orderu Św. Stanisława (1793).
Syn starosty witagolskiego Krzysztofa Niemirowicza-Szczytta i Józefy z hr. Butlerów. Brat Ludwiki za Filipem Nereuszem Olizarem i Anny za Michałem Despotem-Zenowiczem, marszałkiem guberni mińskiej i pow. borysowskiego.
Dziedzic rozległych dóbr kożangródzkich (ok. 25 tys. ha w poł. XIX w.) i dóbr w pow. oszmiańskim, w tym Żemłosławia (który w 1806 sprzedał sędziemu mozyrskiemu Antoniemu Kieniewiczowi). Po bezpotomnej śmierci swojego stryja, kasztelana brzeskolitewskiego Józefa Niemirowicza-Szczytta, odziedziczył jego dobra, w tym Bostyń.  Do 1800 roku w pow. oszmiańskim do Niemirowiczów-Szczyttów należały dobra Wialbutów, Giedejki, Krzyżelewszczyzna (Grzymałowszczyzna), Kozarezy. W 1800 roku marszałek Józef Niemirowicz-Szczytt sprzedał Wialbutów Oktawiuszowi i Wiktorii z hr. Potockich hr. de Choiseul Gouffier. Choiseul w 1806 r. dokupił od marszałka Józefa Niemirowicza-Szczytta Giedejki, a w 1807 Grzymałowszczyznę.
Fundator wraz z drugą żoną Teklą z ks. Druckich-Lubeckich cerkwi unickiej pw. św. Mikołaja Cudotwórcy w Kożangródku (1818).
Działał dobroczynnie. Finansował uczniom naukę w szkole w Pińsku.
Dwukrotnie żonaty.
Wpierw z Teresą Sielawą, córką dziedzica majątków Zabołocie i Pyszno Józefa (Józefata) Sielawy i Marianny z Reytanów I voto Rdułtowskiej (siostry Tadeusza Reytana). Teresa z Sielawów Niemirowiczowa-Szczyttowa była przyrodnią siostrą Justyny Rdułtowskiej, żony Adama Rzewuskiego (rodziców pisarza Henryka Rzewuskiego). Józef Niemirowicz-Szczytt z Teresą z Sielawów miał córkę:
- Krystynę za ks. Hieronimem Druckim-Lubeckim z Łunina, bratem ministra Franciszka Ksawerego Druckiego Lubeckiego.

Drugą żoną była ks. Tekla Drucka-Lubecka z Łunina, córka kasztelana i marszałka pińskiego Franciszka Druckiego-Lubeckiego i Genowefy z Olizarów-Wołczkiewiczów, siostra ministra Franciszka Ksawerego Druckiego Lubeckiego, z którą miał:
- Krzysztofa ożenionego z Ewą Karaffa-Korbutt;
- Józefę (1812-1883[18]), pannę;
- Teresę, zmarłą w młodości.

Etnograf, pedagog i poeta Romuald Zienkiewicz (1811–1868), mieszkający w latach 40. XIX w. w Łuninie u Krystyny z Niemirowiczów-Szczyttów ks. Druckiej-Lubeckiej, utrwalił w swojej poezji pamięć o rodzinach Niemirowiczów-Szczyttów i ks. Druckich-Lubeckich, a w szczególności o Józefie i jego bliskich: Krystynie i jej dzieciach, Józefie, Teresie i Krzysztofie Niemirowiczach-Szczyttach.